# Drapeau de l'île Wake
Le drapeau de l'île Wake, ou simplement le drapeau de Wake, est le drapeau des États-Unis, pays ayant la souveraineté sur cette île mineure éloignée des États-Unis d'Amérique située en Océanie. Avant la présence américaine, la croix de Bourgogne, symbole de l'empire espagnol qui a découvert l'île, et le drapeau du Japon, qui occupe l'île pendant la Seconde Guerre mondiale, ont été utilisés. Il existe un drapeau non officiel, créé en 1976. Adopté non officiellement pour le bicentenaire américain, il a surtout été utilisé pour célébrer les 60 ans de l'attaque de Pearl Harbor qui a marqué l'atoll pendant la Seconde Guerre mondiale. Ce drapeau ressemble (par sa forme en V et ses couleurs) à celui des Philippines en raison d'une immigration de ce pays d'Asie au moment de la création du drapeau. La carte de l'île Wake est également présente sur le drapeau.

## Historique

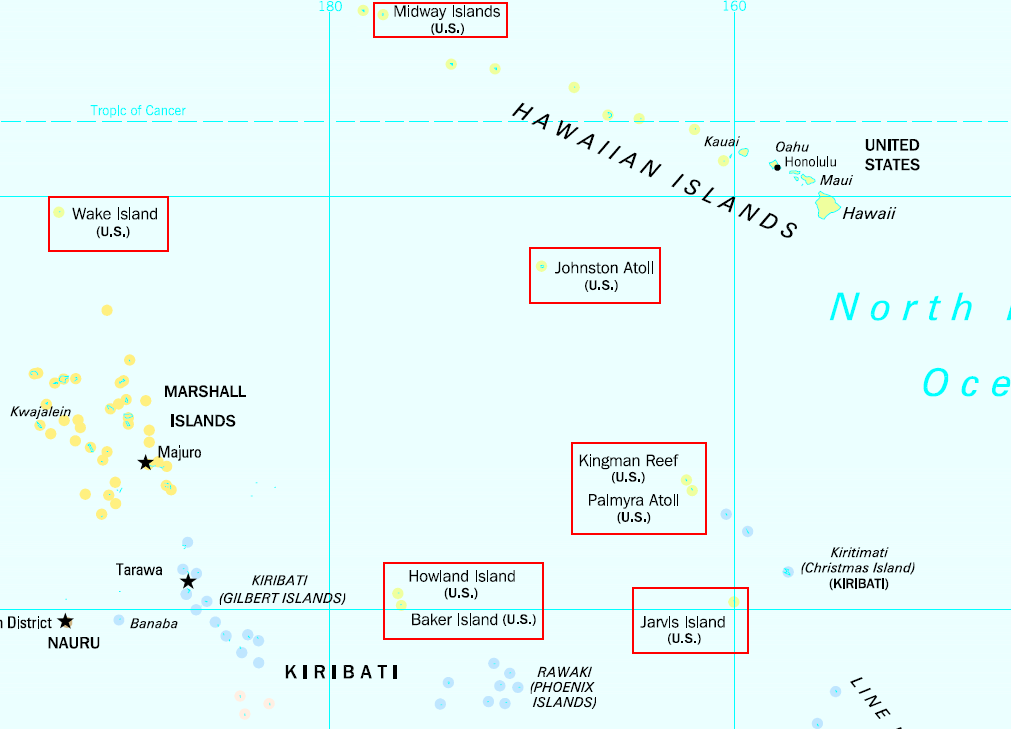
Carte de localisation des îles mineures éloignées des États-Unis situées dans l'océan Pacifique.

L'atoll composé de trois îles, dont la principale est l'île Wake, est découvert par les Européens le 20 octobre 1568 par les Espagnols ; elle est nommée à l'époque San Francisco,. Il n'existe pas de présence humaine attestée avant l'arrivée des Européens, bien que des questions se posent sur la présence du rat polynésien,. Lors de la découverte de l'atoll par les Espagnols, le drapeau représentant l'attestation par ces derniers de la découverte de l'atoll était celui de la croix de Bourgogne, utilisé par les armées de l'Empire espagnol. Finalement, l'atoll n'est pas nommé San Francisco mais Wake en hommage au capitaine anglais Samuel Wake, en 1796,.

La Croix de Bourgogne, drapeau utilisé par l'empire espagnol lors de la découverte de l'atoll.

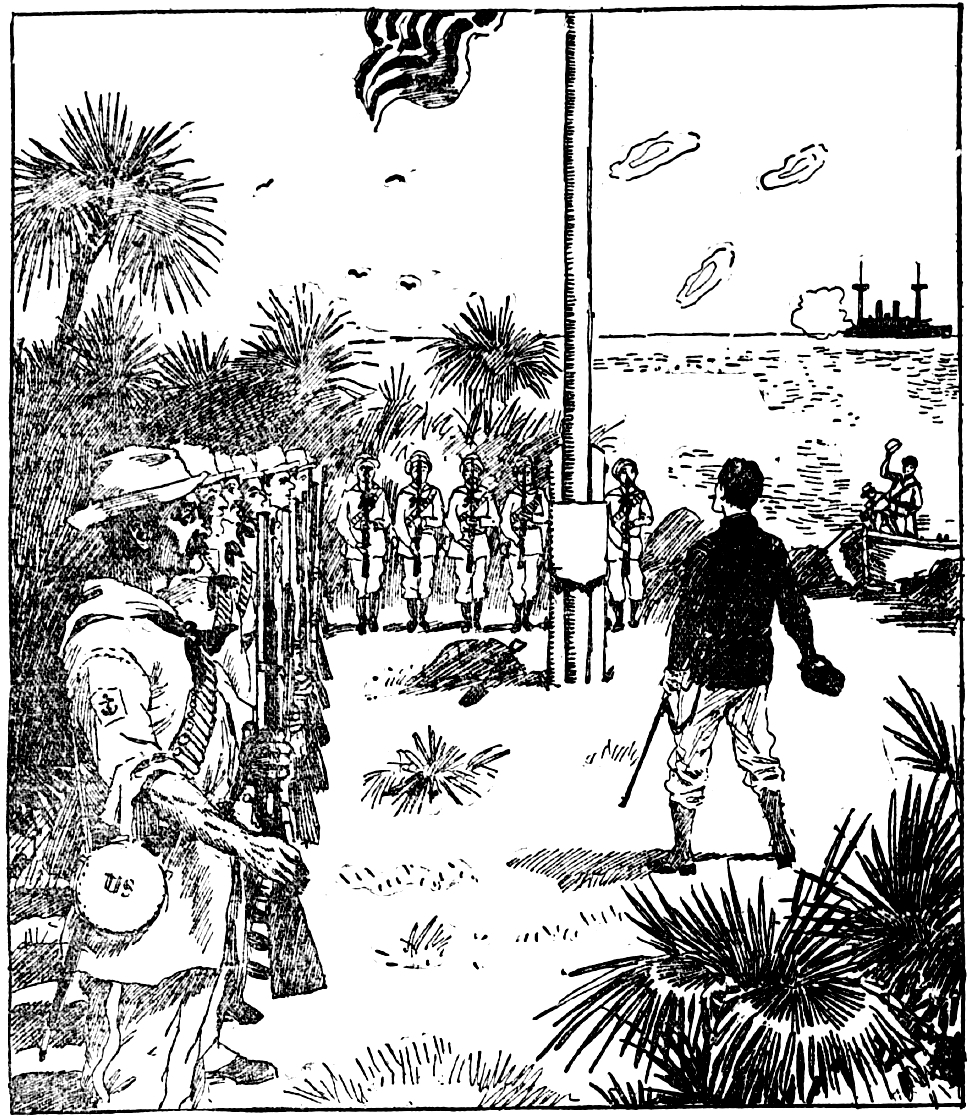
Gravure représentant la prise de l'île Wake par le commandant Taussig de l'USS Bennington pour les États-Unis, réalisée le 14 mai 1899.

Entre-temps, l'atoll n'est plus revendiqué, jusqu'en 1840. En décembre de cette année-là, une expédition américaine repère l'atoll qui est décrit comme étant désolé,. Revendiqué par les États-Unis, l'atoll n'est toutefois pas annexé. C'est le 17 janvier 1899 que le pays de l'Amérique du Nord annexe cet atoll, qui adopte par la même occasion le drapeau américain de l'époque,,.

Drapeau des États-Unis d'Amérique le 20 décembre 1840, date de la revendication.
Drapeau des États-Unis d'Amérique le 17 janvier 1899, date de l'annexion.

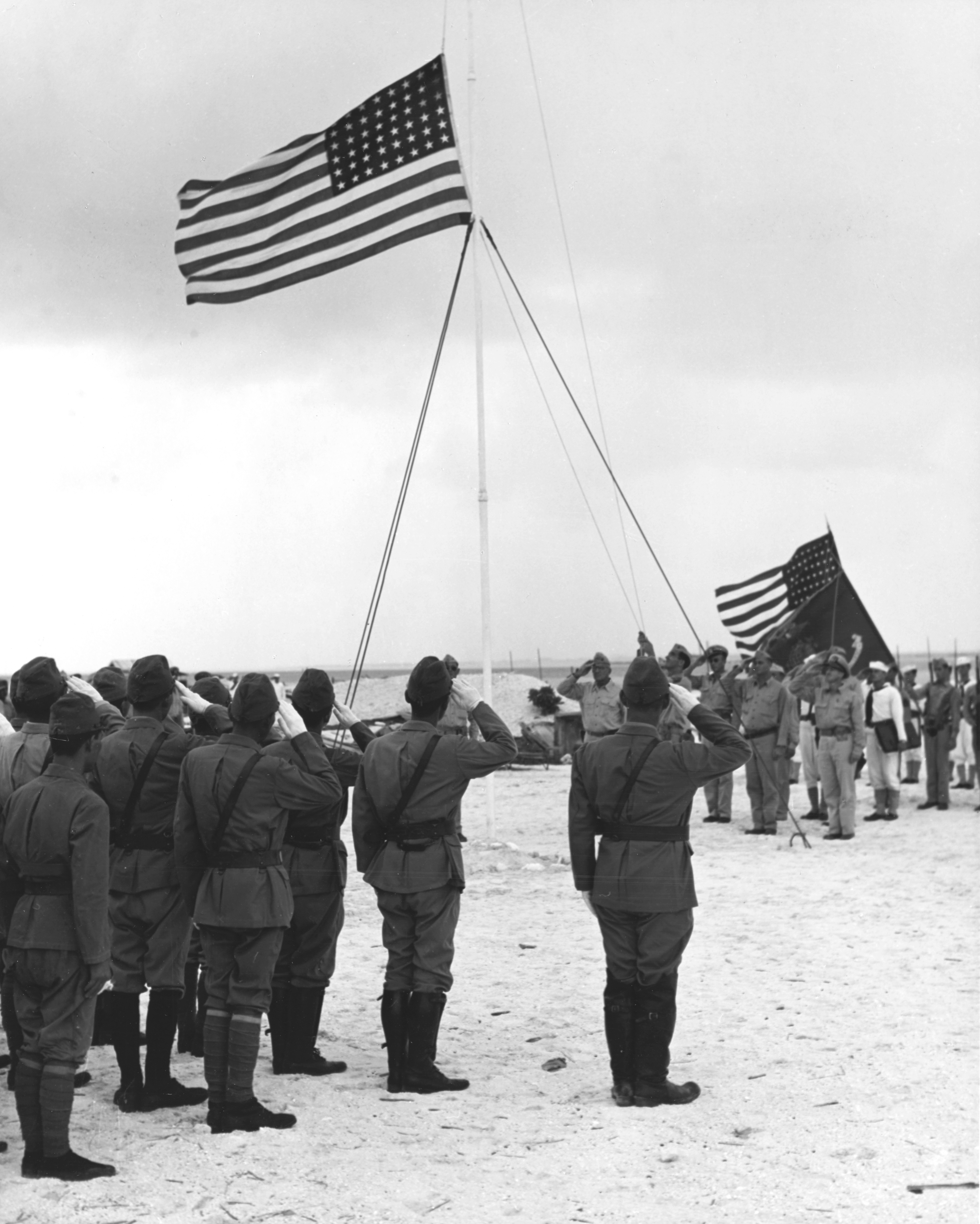
Photographie de R. O. Kepler le 4 septembre 1945 montrant le hissage du drapeau des États-Unis par les Américains, à droite de l'image, devant les Japonais, à gauche de l'image. Le Japonais du premier plan à droite de l'image et saluant le hissage est le contre-amiral Shigematsu Sakaibara.

Après cette période sous occupation américaine, l'atoll est pendant la Seconde Guerre mondiale, à partir du 23 décembre 1941, occupé par l'Armée impériale japonaise, après que les troupes américaines se soient rendues en tenant position entre le 8 décembre, le lendemain de l'attaque de Pearl Harbor, et le 23 décembre. L'atoll est renommé à l'occasion Otori Jima (Ōtorishima, en japonais : 大鳥島) et arbore le drapeau de l'empire du Japon jusqu'au 4 septembre 1945, date à laquelle les Japonais présents sur l'atoll se rendent à la marine américaine, deux jours après la signature des Actes de capitulation du Japon. Depuis cette date, l'atoll arbore le drapeau américain de façon officielle,.

Drapeau des États-Unis d'Amérique, avant et après l'occupation japonaise.
Drapeau de l'empire du Japon, utilisé pendant l'occupation japonaise.

C'est pour le bicentenaire des États-Unis que le drapeau non officiel voit le jour, en 1976. Rarement utilisé, même localement, le drapeau a connu son heure de gloire le 7 décembre 2001 pour fêter les soixante ans de l'attaque de Pearl Harbor. Le drapeau ne peut être adopté officiellement parce que l'atoll est un territoire non-incorporé des États-Unis,.

Drapeau des États-Unis d'Amérique depuis 1960 et utilisé comme drapeau officiel de l'atoll.

Le drapeau américain au terminal de l'aéroport de Wake Island, où la plaque du drapeau de l'île Wake a été installée.

Il est inscrit sur une plaque en laiton, encastrée et exposée dans l'aérogare de l'île, que le drapeau, sous les auspices du commandant Andrew J. Gonos, a été créé par Edward P. White, conçu par S. F. Minon et fabriqué par Bobby Dadison pour le bicentenaire des États-Unis :

« Wake Island’s First Flag
Under the Auspices of Andrew J. Gonos,
Commanding Officer
This Flag Originated by Edward P. White,
Designed by S.F. Minon
Fabricated by Bobby Dadison,
In Commemoration of the
Bicentennial Year July 4, 1976. »

## Description
Le drapeau, en proportion 2:3, est composé en deux trapèzes rectangles blanc sur la partie supérieure et rouge sur la partie inférieure et dont les angles obtus se touchent. Sur la partie gauche, un pentagone bleu avec à l'intérieur un disque jaune avec la représentation de l'atoll et l'inscription « WAKE ISLAND » entourant l'atoll. Trois étoiles jaunes se situent au-dessus, à droite et au-dessous du disque et représentent grossièrement les trois îles de l'atoll : l'île Peale au-dessus, l'île Wake à droite et l'île Wilkes au-dessous. Le disque dans lequel se situe la représentation de l'atoll peut être soit un cercle, soit un ovale.
Le blanc représente la vérité, le rouge le courage, le bleu la justice et le jaune la loyauté. Les trois couleurs principales (le blanc, le bleu et le rouge) sont les couleurs du drapeau des États-Unis. En y ajoutant le jaune et la forme, il ressemble à celui des Philippines, ce qui pourrait être la conséquence de la présence de nombreux immigrés de ce pays d'Asie à l'époque, en 1976.

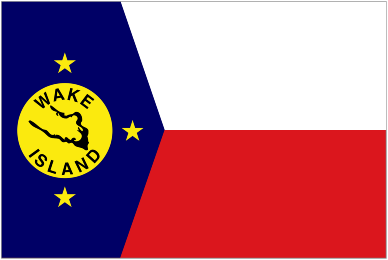
Drapeau non officiel de l'île Wake.
Drapeau des Philippines.

Le symbole de la lettre « V » est représenté deux fois sur le drapeau ; la forme de cette lettre se retrouve dans celle du drapeau et de l'atoll. Sur le drapeau, en plus de l'atoll qui y est représentée, les étoiles, qui correspondent aux trois îles de l'atoll, prennent la forme de la lettre. La partie bleue qui s'enfonce légèrement dans les bandes horizontales blanc et bleu forme également un « V ».

### Représentation cartographique
L'île Wake utilise, comme les îles Chatham, la province des îles Loyauté, la province Nord et l'île Christmas en Océanie, la représentation cartographique de son territoire. Les drapeaux de Chypre et du Kosovo représentent également la carte de leur territoire. Le drapeau de l'île Wake se démarque ici dans la place occupée par cette représentation : alors que les autres drapeaux représentent leur territoire centré sur le drapeau, le territoire de l'île Wake est représenté sur la gauche.

Drapeau des îles Chatham.
Drapeau de la province des îles Loyautés.
Drapeau de l'île Christmas.